# 대한민국 상법 제447조의3
대한민국 상법 제447조의3는 재무제표등의 제출에 대한 상법 회사법의 조문이다. 

## 조문
제447조의3 (재무제표등의 제출) 이사는 정기총회회일의 6주간전에 제447조 및 제447조의2의 서류를 감사에게 제출하여야 한다.